# XX Победоносный Валериев легион
Легион XX «Валерия Виктрикс» (лат. Legio XX Valeria Victrix Antoniniana Deciana) — римский легион, сформированный Октавианом в 31 году до нашей эры. Прекратил своё существование в конце III века. Символ легиона — кабан.

## Основание
Сформирован по приказу Октавиана сразу после битвы при Акции. Возможно, что формировался из солдат легионов Марка Антония. При формировании наименования не получил.
Существует три теории в толковании когномена легиона:
- Прямой перевод с латинского «Отважный и победоносный»
- Латинским словом «Valeria» обозначается чёрный орёл, изображённый на штандартах легионов. В таком случае «Valeria Victrix» — «Победоносный чёрный орёл»
- Латинское слово «Valeria» также можно трактовать как «чёрный». В таком случае это может быть переводом на латинский язык сабинского когномена имени императора Тиберия — Тиберий Клавдий Нерон (лат. Tiberius Claudius Nero; «Nero» — «чёрный»). В таком случае полное наименование легиона можно перевести как «Победоносный легион Нерона».

Также по-разному трактуется и время, когда легиону был присвоен этот титул, который позже превратился в наименование. Если верить первой и последней теориям, то титул был присвоен после маркоманской войны 6 года, когда легион действовал под командованием Тиберия. Если же рассматривать вторую теорию, то, скорее всего, легион был отмечен этим титулом в 61 году, после подавления восстания Боудикки, по аналогии с четырнадцатым легионом (ср.: легиону XIIII Gemina был пожалован титул «Martia Victrix», так же, по аналогии, и «Valeria Victrix»).

## Боевой путь
С 25 по 13 годы до н. э. легион участвует в Кантабрийских войнах в Испании.
В 20 году до н. э. подразделение легиона ненадолго появляется на Балканах, основные же его силы располагаются в Аквилее (к востоку от совр. Венеции, Италия).
В 6 году участвует в походе против маркоманов в составе армии Тиберия. Легион показывает себя с лучшей стороны, поэтому вполне может быть, что именно тогда он зарабатывает себе почётный титул. Римский историк Гай Веллей Патеркул описывает в своей «Римской истории», что в одном из сражений легион пробился сквозь линии врагов и оказался полностью окружённым. Тогда легионеры с новыми силами бросились в бой и пробились через войска противников снова, соединившись с остальными силами римлян.
В 9 году легион ненадолго встает лагерем в Ара Убиор (совр. Кёльн, Германия), после чего его переводят в Новаезию (совр. Нойс, Германия). Легион принимает участие в кампаниях Германика в провинции.
В 21 году легион принимает участие в подавлении восстания туронов в Галлии.
Во времена Калигулы принимает участие в его германской кампании.
В 43 году принимает участие в завоевании Британии. Первый лагерь на острове располагался в Камулодуне (совр. Колчестер), с несколькими подразделениями, стоявшими в Кингсохльме, и гарнизоном в Врокстере.
В 61 году, совместно с легионом XIIII Gemina, под командованием Гая Светония Паулина принимает участие в подавлении восстания Боудикки, при котором оба легиона проявили мужество и героизм. После подавления восстания легион переводят в Деву (совр. Честер).
В 69 году легион выступает на стороне Вителлия, часть его участвует в битве при Кремоне, где оказывается в числе побежденных. Веспасиан отсылает солдат легиона обратно в Британию.
В 78 году, под командованием Агриколы участвует в кампании против бригантов на севере острова. Также участвует в походах Агриколы против горцев Шотландии вплоть до 84 года. В то же время, в 83 году, подразделение легиона участвовало в походе Домициана против хаттов в Германии.
В 122—125 годах солдаты легиона используются на строительстве Адрианова вала, а позже, в 142, вала Антонина.
В 155—158 годах участвует в подавлении обширного восстания, разразившегося в Британии. Восстание было настолько сильным, что потребовались подкрепления из Германии.
В 196 году поддержал правителя Британии Клодия Альбина в его притязаниях на титул императора против Септимия Севера. Войска Альбина, состоящие, в основном, из британских легионов, были разгромлены весной 197 года.
По возвращении в Британию оказалось, что провинция захвачена северными племенами. Для возвращения провинции потребовалось много времени и присутствие самого императора, который приехал на остров в 208 году. Война продолжалась еще много лет. Легион сражался на севере западного побережья с шотландцами, и вернулся в лагерь в Честере уже в правление Каракаллы (211—217). В то же время получает титул Antoniniana («Легион Антонинов»).
Между 249 и 251 годом легион получает титул Deciana («Легион Деция»), однако за что он был получен — неизвестно.
В 255 году подразделение легиона снова сражается в Германии, а после победы переправляется на Дунай.
В 286 году переходит под власть узурпатора Караузия, а потом Аллекта.

## Расформирование
Скорее всего, когда Констанций I Хлор вернул Британию под римское правление в 296 году, был распущен в наказание за поддержку узурпаторов.

## В литературе
Артур Конан Дойль в коротком рассказе «Сквозь пелену» упоминает легион как «Валериев Победоносный».
В романе «Орёл Девятого легиона» английской писательницы Розмэри Сатклиф главный герой, центурион Марк Аквила, остановившись на привал в Тримонтии, обнаруживает на каменной плите изображение кабана — эмблемы XX Легиона.